# Iriartea deltoidea
Iriartea deltoidea Ruiz & Pav., noto comunemente come pambil, è una pianta appartenente alla famiglia delle Arecacee (sottofamiglia Arecoideae, tribù Iriarteeae). È l'unica specie nota del genere Iriartea.

## Distribuzione e habitat
La specie è diffusa in America centrale (Costa Rica, Nicaragua, Panama) e nella parte tropicale dell'America meridionale (Bolivia, Colombia, Ecuador, Brasile, Perù, Venezuela).